# عبد الله بن عبد الرحمن الزيد
عبد الله بن عبد الرحمن الزيد، (ولد 1372 هـ - الداهنة) شاعر وكاتب وناقد وإعلامي، وأحد أبرز أدباء المملكة العربية السعودية المعاصرين. حصل على جائزة أفضل مذيع من وزارة الإعلام عام 1399هـ.

## مسيرته
عاش في أسرة متدينة وتعلم منها العلوم الدينية والأدبية وقد درس في كلية اللغة العربية في جامعة الإمام محمد بن سعود الإسلامية، حصل على الليسانس. وعمل بعد تخرّجه عمل على تنفيذ وقراءة النشرة الإخبارية في التلفاز والإذاعة وقدم عدة برامج ثقافية وأدبية بالرياض. وشارك في تقديم النشرات الإخبارية والبرامج في الدوحة) وأبو ظبي . وعمل في التحرير والطبوعات والمصنفات والإشراف الثقافي والأدبي والبرامج والعلاقات العامة والتصحيح اللغوي. وهو عضو مشارك في الجمعية العربية السعودية للثقافة والفنون النادي الأدبي بالطائف و جدة و القصيم .

### مسيرته الفنية
تردد النبرة الحزينة في قصائده في أعماله من خلال تجاربه الحياتية بوفاة والده وشقيقيه وفراق بعض أهله، ومن أهم موضوعات قصائده الرثاء والتأمل والشكوى. وشارك في الندوات والأمسيات الشعرية والثقافية منها:الجنادرية والمربد.
اهتم بالنقد التطبيقي في الزوايا الصحفية الثابتة يطرح فيها تصوراته النظرية وعمل على كتابات نثرية في بعض المجلات والصحف مثل : مجلة اليمامة ، و اقرأ ، و الشرق ، و الجيل , وغيرها، وفي الصحف المحلية كالجزيرة والرياض، و عكاظ وغيرها.

## الدراسة والعمل
حصل على الشهادة الجامعية في تخصص اللغة العربية من كلية اللغة العربية بالرياض عام 1394هـ/1974م، ثم عمل في أعمال عدة، ومنها:
- مذيعًا في الإذاعة والتلفاز بالرياض.
- الإشراف اللغوي والتحرير الثاقافي بوزارة الثقافة والإعلام.[2]

## إسهاماته الثقافية
- المشاركة في عدد من المهرجانات والمنتديات مثل: مهرجان المربد في العراق، مهرجان الجنادرية.
- إحياء عدد من الأمسيات الشعرية.
- إعداد وتقديم العديد من البرامج الثقافية والإعلامية مثل: ندوة والرياض، عالم الفنون، همسات دافئة.[3]

## شاعريته
"ويلفت النظر في تجربة الزيد الشعرية ذلك التمدّد في عناوين القصائد والدواوين، وهو ذو دلالة بيِّنة على رغبة في التميز، والهرب من العادية والتسطح، وتكاد أغلب عناوين دواوينه وقصائده تشكّل قصائد مستقلة؛ ولعله أول من اختطّ هذه الطريقة في العنونة من السعوديين، وقد قلّده فيها بعض الشعراء.
وهو في جميع قصائده ذو نزعة رومانسية تسرف أحيانًا في توهين الفأل، وتنبسط من خلالها رؤيته العميقة التي تتعانق مع الحزن، وتتمسك بالفرح، فهي رسوم لتداعيات نفسية متعددة الوجوه، وربما شكّلت قصيدته التي جعلها عنوانًا لأحد الدواوين الأخيرة (انبسطت أكف الرفاق .. بقي الجمر في قبضتي أغني وحيدًا) مثالاً واضحًا على طبيعة التناول الشعري عنده"

### دواوينه
- بكيتك نوارة الفأل سجيتك جسد الوجه.
- ما لم يقله بكاء التداعي.
- ما قاله البدء قبلي.
- وأمد الدمع من عيني لبدء الريح.
- مورق بالذي لا يكون.
- ومن غربة الشكوى ..يسري كتاب الوجد.. يتلو سراج الروح.
- وانبسطت أكف الرفاق.. بقي الجمر في قبضتي أغني وحيدًا.
- مشرع برحيق الذهول يهطل الوجد بالمستحيل.
- وآه من سطوة الفقدان.. آه من موت العبارة.
- لمقام أم الرخا والشدة.
- المجموعة الكاملة الأولى: ضمت دواوينه الخمسة الأولى، بالإضافة إلى ديوان (ولو ألقى معاذيره).
- المجموعة الكاملة الثانية.[4]

## تكريمه
- حصل على جائزة محمد حسن عواد للإبداع من نادي جدة الأدبي.
- كرمه نادي أدبي الرياض بعد فوزه بجائزة حسن عواد.

## وصلات خارجية
- عبد الله الزيد.. شاعر وكاتب و“أفضل مذيع”